# 피터슨 하우스

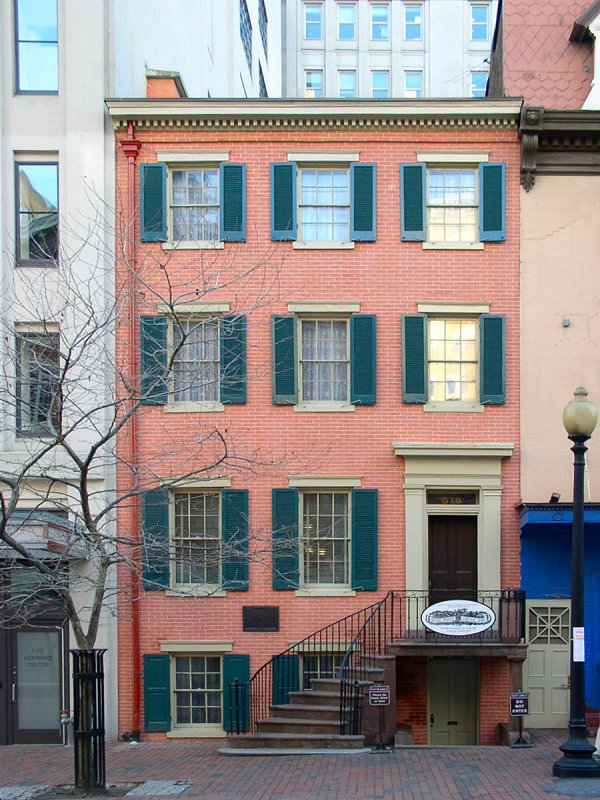
포드 극장 맞은 편 피터슨 하우스

피터슨 하우스(Petersen House)는 워싱턴 D.C. 10번가 NW 516번지에 위치한 19세기 연방 양식의 테라스 하우스이다. 1865년 4월 15일 미합중국 대통령 에이브러햄 링컨이 맞은 편에 있는 포드 극장에서 연극을 관람하다가 저격을 받고 쓰러져 중상 치료를 위해 건너 편인 이 집으로 옮겨졌다. 이곳은 1849년 독일계 이민자인 재단사 윌리엄 A. 피터슨이 지었다.

## 링컨의 암살
1865년 4월 14일 저녁, 링컨과 그의 아내 매리 토드는 《우리 미국인 사촌》 연극 공연을 관람하고 있었다. 배우이자, 남부를 동정하는 존 윌크스 부스가 대통령석으로 들어와 링컨의 뒷머리를 저격한다. 헨리 래스본과 클라라 해리스도 링컨과 같은 자리에서 함께 관람을 하고 있었는데, 래스본은 칼에 찔려서 중상을 입었다. 찰스 릴과 찰스 새빈 태프트가 링컨의 상처를 대통령석에서 검사하고 치료를 위해 건너 편의 이곳 피터슨 하우스로 대통령을 옮겼다. 이곳의 하숙생 헨리 새포드가 그들을 내부로 안내해 주었다.
워싱턴 메트로폴리탄 경찰국 감독관인 앨머린 쿨리 리처즈도 연극을 관람하고 있었고, 즉시 조사를 시작했다. 집 뒤에서 리처즈는 증인들을 심문하고, 부스의 체포 명령을 내렸다.
링컨의 머리 속에 박힌 총탄이 있는 곳에서는 과도한 피와 두뇌 물질이 흘러나와서  의사들은 계속 상처 위의 핏덩이를 제거하였고, 뇌의 압박을 완화시켜 주었다. 그러나 내외부의 다량 출혈이 그날 밤 계속되었다. 참석한 의사들 중에는 최초로 의사 자격증을 허락받은 흑인 의사 앤더슨 래핀 애봇이 있었다.
그날 밤과 아침 일찍, 군 경비대가 밖으로 순찰을 돌아 구경꾼들이 집 안으로 들어오지 못하게 막았다. 링컨의 내각 요인들과 장관, 그리고 의회의 의원들이 대통령을 볼 수 있도록 출입이 허용되었다.
링컨은 다음 날 1865년 4월 15일, 아침 7시 22분에 향년 56세로 사망했다. 그가 사망했을 때, 찰스 섬너 상원 의원, 헨리 웨이거 홀렉 장군, 리처드 제임스 오글스비 그리고 몽고메리 C. 메이그스, 그리고 에드윈 스탠턴 전쟁부 장관이 임종을 지켰다.

## 오늘 날

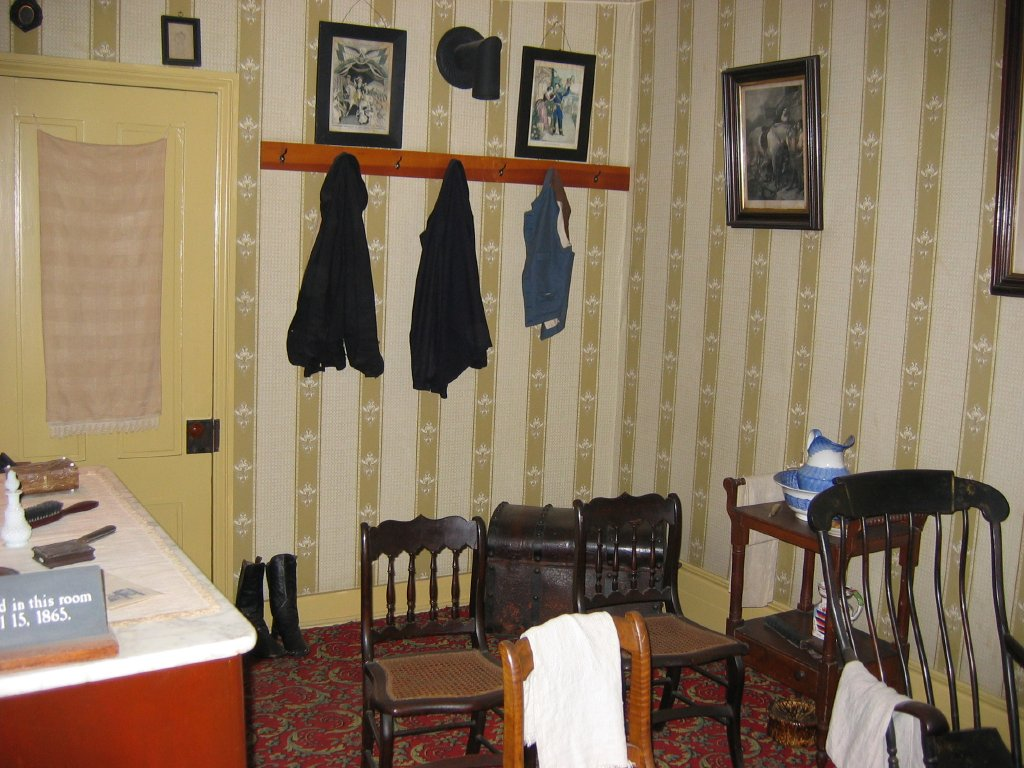
현대식으로 개장된 침실

1896년, 연방 정부가 이 집을 3만 달러에 구매를 했다. 1933년 이후로 죽, 미국 국립공원국이 역사 박물관으로 유지를 해오고 있으며, 당시 링컨 사망 시의 장면을 재현해 놓고 있다. 링컨이 숨을 거둔 침실과 침대에서 나온 다른 물품은 현재 시카고 수집가 찰스 F. 건터가 소장하고 있으며, 시카고 역사 박물관에 전시되어 있다. 그러나, 복제품이 그 자리를 차지하고 있다. 피묻은 베게와 베개닢은 링컨이 직접 사용한 것들이다.
오늘 날, 피터슨 하우스는 국립공원국에 의해 포드 극장 사적지로 운영되고 있다. 보통 이 집은 방문객들에게 오전 9시부터 오후 5시까지 개방된다. 입장은 무료지만, 시간 티켓은 필요하다.

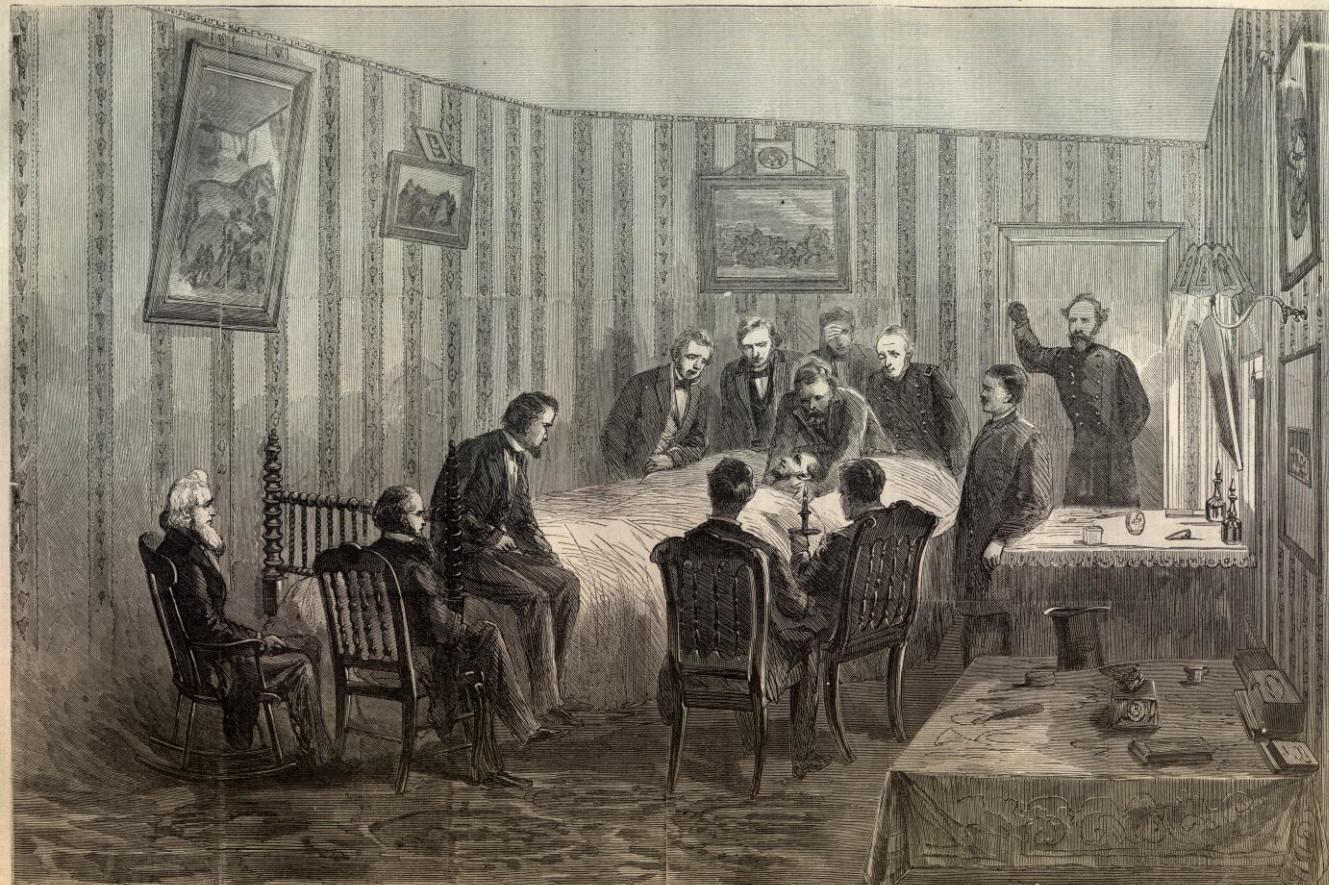
침대 위에 죽은 링컨

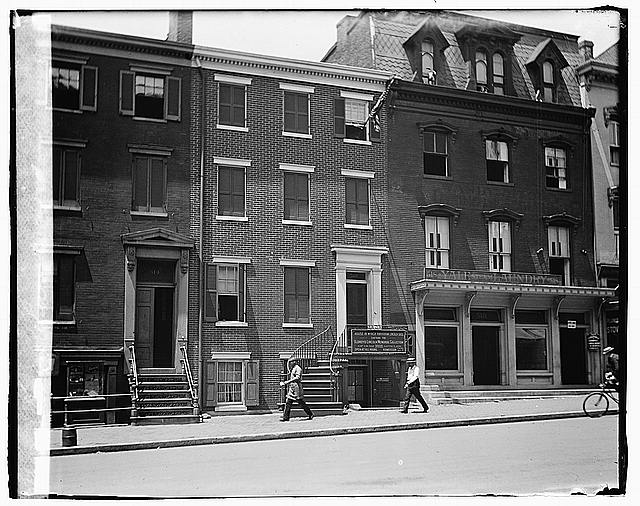
1918년경 피터슨 하우스

## 같이 보기
- 링컨 암살 사건
- 포드 극장